# اری یونامین
اری یونامین (انگلیسی: Eri Yonamine؛ زادهٔ ۲۵ آوریل ۱۹۹۱) دوچرخه‌سوار اهل ژاپن است.